# Земпах
Земпах (на немски: Sempach, Sämpech) е малък град в кантон Люцерн, Швейцария. Намира се на югоизточния край на Земпахското езеро. Има площ от 11,68 км² и 4105 жители (към 31 декември 2012).
За пръв път селището е споменато през 1150 г. в документите за собственост Acta Murensia на манастир Мури. Малко по-късно Хабсбургите стават господари на общината, на която те дават права на град през 1220 г. На 9 юли 1386 г. тук се води битката при Земпах по време на войните между Швейцария и Хабсбургите (1291–1474/1511).